# تشيونغ
التشيونغ (الطعام) هو اسم للعديد من الاأطعمة المحلاة على شكل شراب، مربى البرتقال ومربى الفواكة.
يستخدم التشيونغ في المطبخ الكوري كمكون اساسي للشاي، كبديل للسكر والعسل في الطهي، كتوابل، ايضاً كطب بديل لعلاج نزلات البرد الشائعة وغيرها من الأمراض البسيطة.
بالأصل، كلمة تشيونغ تعني عسل في المطابخ الكورية الملكية. jocheong ((الكورية: 조청؛ هانجا: 造淸); «عسل صناعي») mullyeot (liquid-form yeot).
جوتشيونغ (العسل الصناعي)، تطلق على الماليوت (اليوت السائل) وبدائل العسل الأخرى الصناعية. في كوريا  في الوقت الحاضر لا يطلق على العسل اسم تشيونغ، انكا يطلق عليه اسم ككول، وهو الاسم الاصلي (غير كوري-صيني) للعسل.في الماضي كان اسم ككول يستخدم خارج القاعات الملكية.

## الأصناف
-جوتشيونغ (عسل صناعي)
1- ماليوت (اليوت السائل) أو شراب الارز
2- شراب الذرة
- ميسيل تشيونغ (شراب البرقوق)
- موقوا تشيونغ (مربى السفرجل)
- موتشيونغ (شراب الفجل)
- يوجا تشيونغ (مربى اليوجا)

### ميسيل تشيونغ
يطلق عليه ايضاً اسم شراب البرقوق، وهو مضاد الميكروبات يصنع من سكر البرقوق الناضج. يستخدم الميسل تشيونغ في المطبخ الكوري ك بهارات وبديل للسكر. الميسيل شا (شاي البرقوق) هو شاي يتم تحضيره عن طريق مزج الماء مع الميسيل تشيونغ.
يتم تحضير الميسيل تشيونغ عن طريق مزج البرقوق مع السكر، ويتم تركهم لمدة 100 يوم. ولصناعة عصير البرقوق، يجب ان تمون نسبة السكر للبرقوق 1:1 وذلك لمنع عملية التخمر، التي قد تؤدي إلى تحوله ال ميسيل جو (نبيذ البرقوق).

### موجا تشيونغ
يطلق عليه ايضاً اسم «مربى السفرجل»، يتم صناعة التشيونغ من سكر السفرجل الصيني. يمكن استخدام العسل أو السكر لصناعة الموجا تشوينغ. يستخدم الموجا تشيونغ ك مكون اساسي في تحضير الشاي، في الموجا شا (شاي السفرجل) والهاوشا موجا (عصير السفرجل)، ا ك مكون اساسي في السلطات والصلصات.

### اليوجا تشيونغ
يطلق عليها ايضاً مربى اليوجا، وهو مربى يشبه التشيونغ يتم صناعته من اليوجا المقشرة، والمقطعة، وشرائح اليوجا الرقيقة (الحمضيات). تستخدم اليوجا تشيونغ ك مكون اساسي في تحضير الشاي في اليوجا شا (شاي اليوجا)، وبهارات، وبديل للعسل والسكر في الطهي.